# 财通基金
财通基金管理有限公司是中華人民共和國一家基金管理公司。2011年6月在上海正式成立，成立之初财通证券持股40%、杭州市工业资产经营投资集团持股30%、升华拜克持股30%。财通基金的股票基金表現較差，其股票基金回报率低於其他基金公司發行的股票基金。

## 外部連結
- 官方网站